# Gore (Oklahoma)
Gore – miejscowość w Stanach Zjednoczonych, w stanie Oklahoma, w hrabstwie Seminole.